# San Jorde de Ojeda

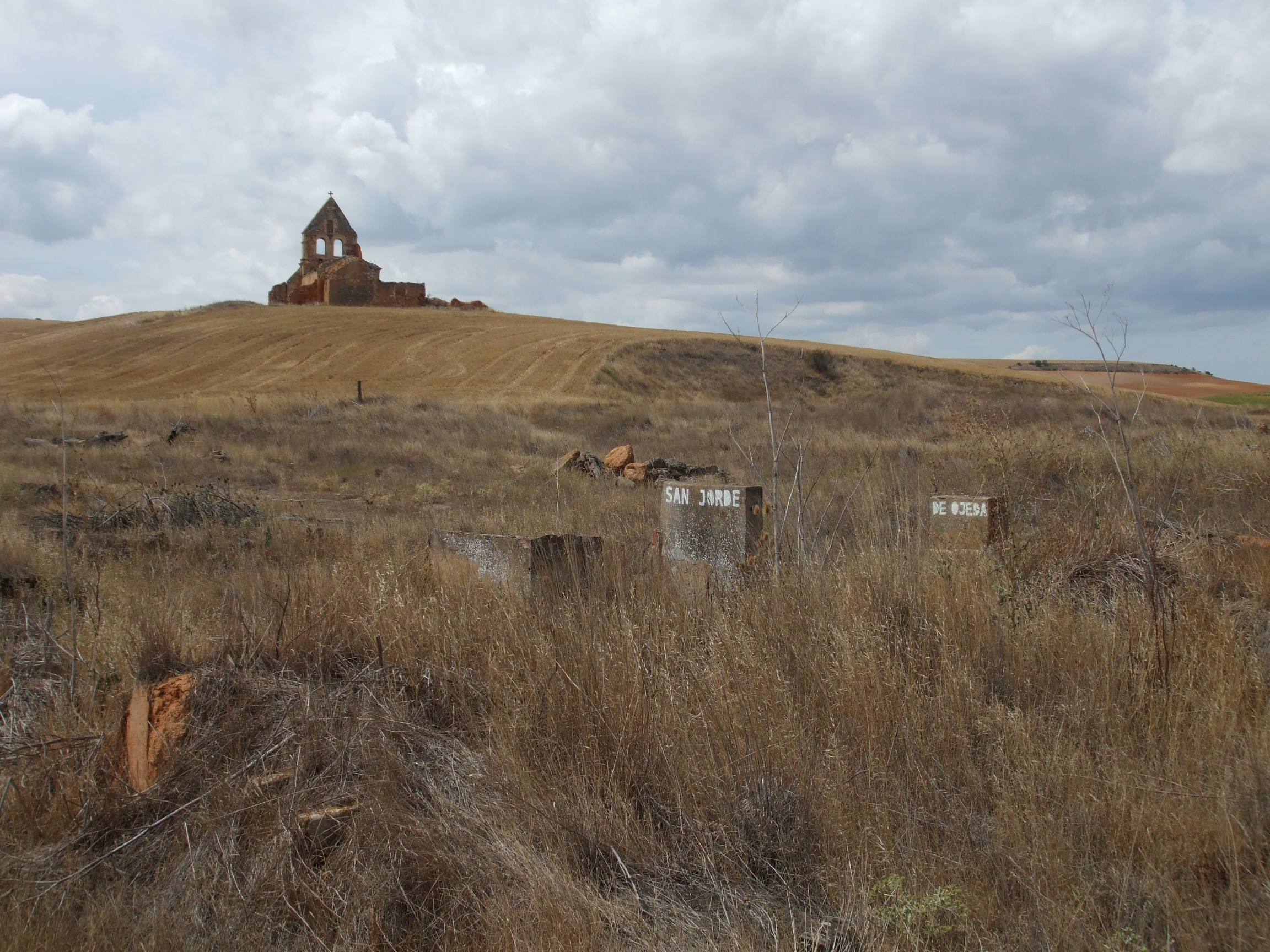
Blick über San Jorde de Ojeda zur Kirche

San Jorde de Ojeda, auch bekannt als San Jorde, ist eine alte, derzeit unbewohnte, spanische Siedlung in der Provinz Palencia (autonome Gemeinschaft Kastilien und León) im Nordwesten Spaniens. Ehemals eine eigenständige Gemeinde (municipio), gehört sie heute zur Gemeinde Prádanos de Ojeda.

## Geschichte
Das Dorf San Jorde de Ojeda bestand einst aus etwa fünf Häusern, einem Brunnen und einer kleinen Kirche.
Die Kirche wurde im 13. Jahrhundert erbaut und blieb bis 1975 in einem guten Zustand, als sie von Vandalen und Dieben angegriffen wurde, die die romanischen Fenster, das Dach und große Mengen an Stein entfernten. Der Turm auf dem Gebäude ist noch intakt.
Teile des Brunnens sind noch erhalten, aber die Ruinen der Häuser sind größtenteils verschwunden.